# Йесуд-ха-Маала
Йесуд-ха-Маала — поселение (мошава) в Северном округе Израиля.

## История
Йесуд-ха-Маала стал первым современным еврейским поселением в долине Хула. Построенный в 1882 году, посёлок занимался выращиванием сельскохозяйственных культур. Название посёлка было взято из фрагмента Библии: «Ибо в первый день первого месяца [было] начало выхода из Вавилона, и в первый день пятого месяца он пришел в Иерусалим, так как благодеющая рука Бога его была над ним.» (Езд. 7:9).
В конце XIX века долина Хула была очень заболочена и представляла собой рассадник комаров. Именно из-за опасности заболеть малярией не происходило строительство еврейских поселений в этом регионе на протяжении 50 лет. Но к 20-м годам XX века началось бурное развитие дренажных технологий и использование пестицидов, и дальнейшее освоение территорий становится наиболее реальным. После арабо-израильской войны в 1948 году и образования государства Израиль, болото было осушено и преобразовано в земли для сельскохозяйственных нужд. Признавая уникальность и значение экосистемы долины в качестве места отдыха перелетных птиц, ученые выступали за сохранение небольшой части болота в качестве природного заповедника. В 1964 году, состоялось открытие первого в стране заповедника площадью 800 акров (3,2 км²).
В 1968 году, попытки Сирии сорвать запуск дренажной системы в Галилейском море сопровождались нападениями на объекты сельского и рыболовного хозяйства. Уже в 1967 году, во время Шестидневной войны, сирийские войска были далеко отброшены от Йесуд-ха-Маала. С 22 по 29 июля 2006 года произошла серия нападений со стороны боевиков Хезболлы установками Катюша (БМ-13): 2 человека легко ранены, также было повреждено имущество жителей посёлка.

## Достопримечательности
В Йесуд-ха-Маала расположена ферма Дубровина — основателя поселения, где на сегодняшний день располагается музей, содержащий личные вещи и мебель XIX века из России. Также часть музея включает в себя руины синагоги, построенной здесь между 4-м и 6-м веками, подчеркивая этим еврейскую историю этих мест.

## Население
По данным Центрального статистического бюро Израиля, население на начало 2020 года составляло 1 730 человек.
Ежегодный прирост населения — 0,0 %.